# La rivincita dei Cattivi
La rivincita dei Cattivi (Disney's Villains' Revenge) è un videogioco di tipologia avventura grafica della Disney Interactive, pubblicato per Microsoft Windows e Mac OS.

## Trama
Il giocatore entra nella sua camera da letto, dove incontra il Grillo Parlante (Jiminy Cricket) di Pinocchio che custodisce un libro con quattro storie a lieto fine (Biancaneve e i Sette Nani, Le avventure di Peter Pan, Alice nel Paese delle Meraviglie e Dumbo - L'elefante volante).
A un tratto, senza volerlo il Grillo strappa le pagine dei lieti fine. Il giocatore comincia a metterle in ordine, ma il libro viene posseduto dai cattivi di quattro storie (la Regina Grimilde, sia nel suo aspetto normale che trasformata in strega, la Regina di Cuori, il Direttore del Circo e Capitan Uncino), che strappano le pagine dei lieti fine per modificarle a loro volta. Il giocatore dovrà quindi ripristinare i veri finali.
NOTA: Stando a concept art durante la produzione, Stromboli, la versione Disney di Mangiafuoco, sarebbe dovuto essere uno dei quattro cattivi principali del gioco e l'antagonista principale di un mondo basato su Pinocchio, il che avrebbe avuto senso considerata la presenza del Grillo Parlante e della Fata Azzurra come protagonisti. Tuttavia, per ragioni ignote è stato sostituito dal direttore del circo di Dumbo, curiosamente in quanto quest'ultimo, per quanto moralmente discutibile, non è decisamente malvagio quanto Stromboli.

## Modalità di gioco
Il gioco si incentra su alcuni minigiochi (che consistono nel spostare oggetti, preparare pozioni, sfidare alcuni nemici e tagliare la strada). Ad aiutare il giocatore sarà il Grillo Parlante, che gli fornirà alcuni utili consigli. Dopo aver superato tutti gli obiettivi e superato tutti i minigiochi di ciascuna storia, il vero lieto fine verrà ripristinato.
Una volta ripristinati tutti i finali, i cattivi Disney sono sconfitti, ma poi ruberanno nuovamente le pagine dei lieti fine e li nasconderanno nella camera da letto del giocatore, che viene trasformata in un campo di battaglia. A questo punto il giocatore dovrà usare il libro delle storie per deflettere i loro attacchi. Dopo aver sconfitto definitivamente i malvagi, la Fata Azzurra premia il giocatore con dei minigiochi riguardanti le storie del libro.

## Storie del libro
Il libro contiene quattro storie che possono essere giocate nell'ordine che si preferisce:
- Biancaneve e i sette nani: dopo aver costruito una casa assomigliante alla mela stregata, la terribile regina Grimilde (trasformata in strega) imprigiona il principe per magia e mette Biancaneve a dormire; conscia che i Sette Nani le sono avversi, la donna intende eliminare anche loro. Il giocatore dovrà allora cercare di liberare il Grillo Parlante, rimasto imprigionato in un fascio di rovi, preparare una pozione in grado di liberare il principe prima che tutti i nani vengano fatti addormentare.
- Dumbo - L'elefante volante: il malefico Direttore del Circo imprigiona la signora Jumbo e priva l'elefantino Dumbo della capacità di volare, per fargli eseguire delle acrobazie con i clown e umiliarlo come lo è stato lui. Il giocatore dovrà spostare alcuni oggetti nella pista del circo, per far sì che siano i clown a venire umiliati e permettere a Dumbo di tornare a volare.
- Alice nel Paese delle Meraviglie: l'infida Regina di Cuori decapita Alice, che però rimane in vita ugualmente. Il giocatore dovrà percorrere un labirinto seguendo le indicazioni della bambina per recuperare la sua testa, per poi seguire Bianconiglio in modo da trovare l'uscita.
- Le avventure di Peter Pan: l'ignobile Capitan Uncino trasforma Peter Pan in un uomo vecchio e troppo debole per affrontare il pirata. Il giocatore dovrà quindi sfidarlo in un duello facendo attenzione agli attacchi dei suoi scagnozzi. Dopo la sconfitta di Uncino, l'eroe ritrasforma Peter Pan in ragazzo pieno di forze, mentre il capitano viene inseguito dal coccodrillo Coco.

## Doppiaggio
| Personaggio                     | Doppiatore originale | Doppiatore italiano                              |
| ------------------------------- | -------------------- | ------------------------------------------------ |
| Grillo Parlante                 | Eddie Carroll        | Pino Ferrara                                     |
| Grimilde                        | Louise Chamis        | Paola Giannetti                                  |
| Alice                           | Kathryn Beaumont     | Marinella Montanari                              |
| Capitan Uncino                  | Corey Burton         | Dante Biagioni                                   |
| Bianconiglio                    | Corey Burton         | Oliviero Dinelli                                 |
| Direttore del circo di Dumbo    | Corey Burton         | Pietro Ubaldi                                    |
| Spugna                          | Corey Burton         | Vincenzo Ferro                                   |
| Principe Azzurro di Cenerentola | Michael Gough        | Simone D'Andrea                                  |
| Balzerello                      | Paul Factora         | Simone D'Andrea                                  |
| Fata Azzurra di Pinocchio       | Rosalyn Landor       | Francesca Guadagno                               |
| Signora Jumbo                   | Tress MacNeille      | Dania Cericola                                   |
| Peter Pan                       | Michael Welch        | Claudio Moneta (anziano) Davide Perino (giovane) |

## Accoglienza
Monika Lechl della rivista tedesca PC Player ha votato il gioco 68%.
La rivincita dei Cattivi ha vinto l'Interactive Achievement Award per il Computer Children's Entertainment Award dell'anno 2000.